# Batalha do Vesúvio
A Batalha do Vesúvio, também conhecida como Batalha do Monte Lactário (em latim: Mons Lactarius) ocorreu em 553, durante a Guerra Gótica travada pelo imperador Justiniano (r. 527–565) contra o Reino Ostrogótico na península Itálica.

## História
Depois da Batalha de Tagina, na qual o rei Tótila (r. 541–552) foi morto, o general bizantino Narses capturou Roma e sitiou Cumas. Teia, o novo rei, juntou o que sobrou do seu exército e marchou a fim de aliviar o cerco, mas em outubro de 553, Narses conseguiu emboscá-lo em Monte Lactário (atuais montes Lattari), na Campânia, próximo ao Vesúvio. A batalha durou dois dias, e Teia foi morto durante a luta.
O poder ostrogótico na Itália foi eliminado, mas Narses permitiu que alguns poucos sobreviventes retornassem às suas casas como súditos do império. A ausência de qualquer autoridade real na Itália imediatamente após a batalha levou a uma invasão do território pelos francos, mas estes também foram derrotados e a península foi, por pouco tempo, reintegrada ao império.